# Rhyacocnemis leonorae
Rhyacocnemis leonorae – gatunek ważki z rodziny pióronogowatych (Platycnemididae). Znany tylko z holotypu – samca odłowionego w 1914 roku nad zatoką Huon w północno-wschodniej Nowej Gwinei.